# Waldmüllerpark

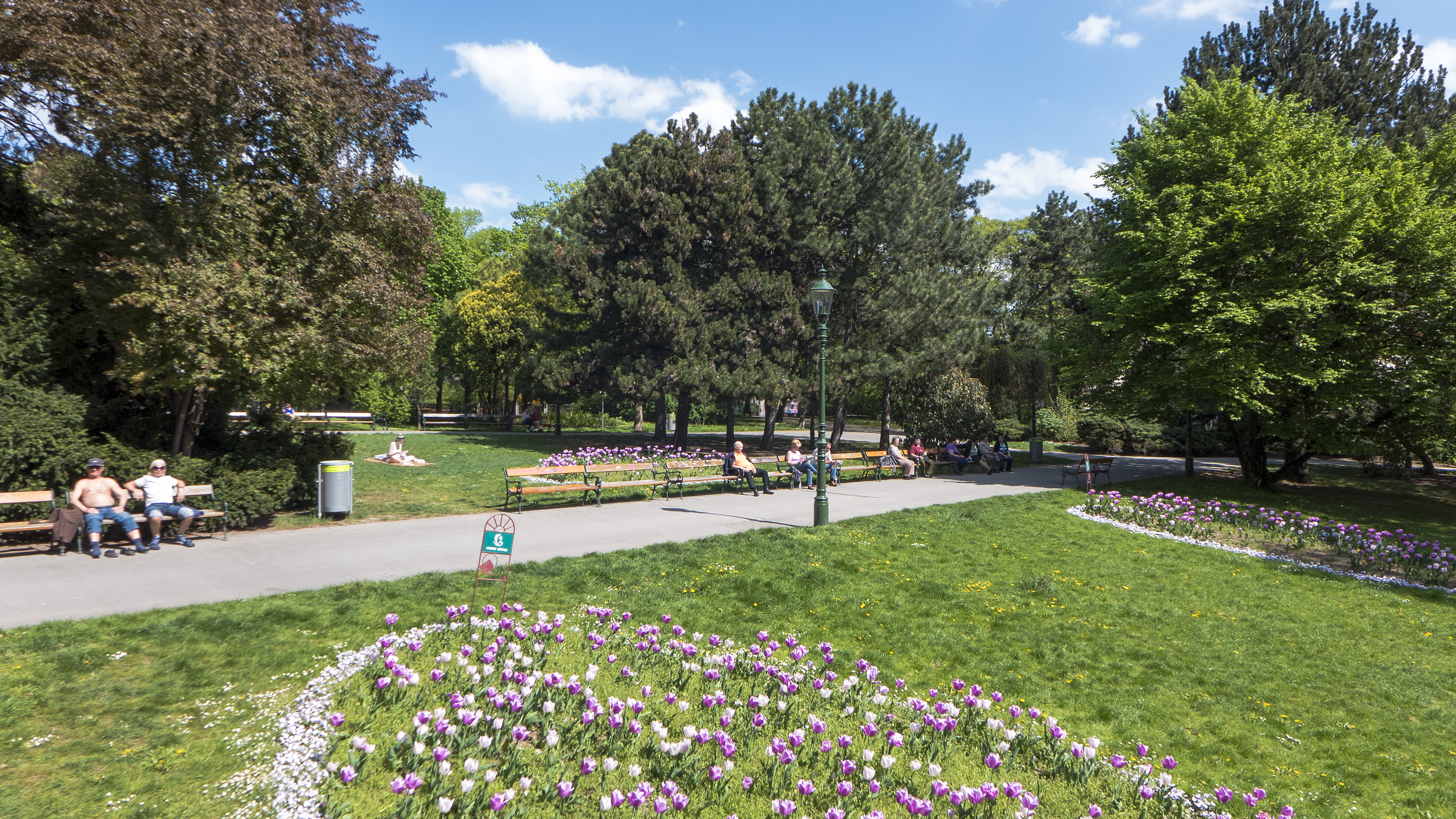
Waldmüllerpark

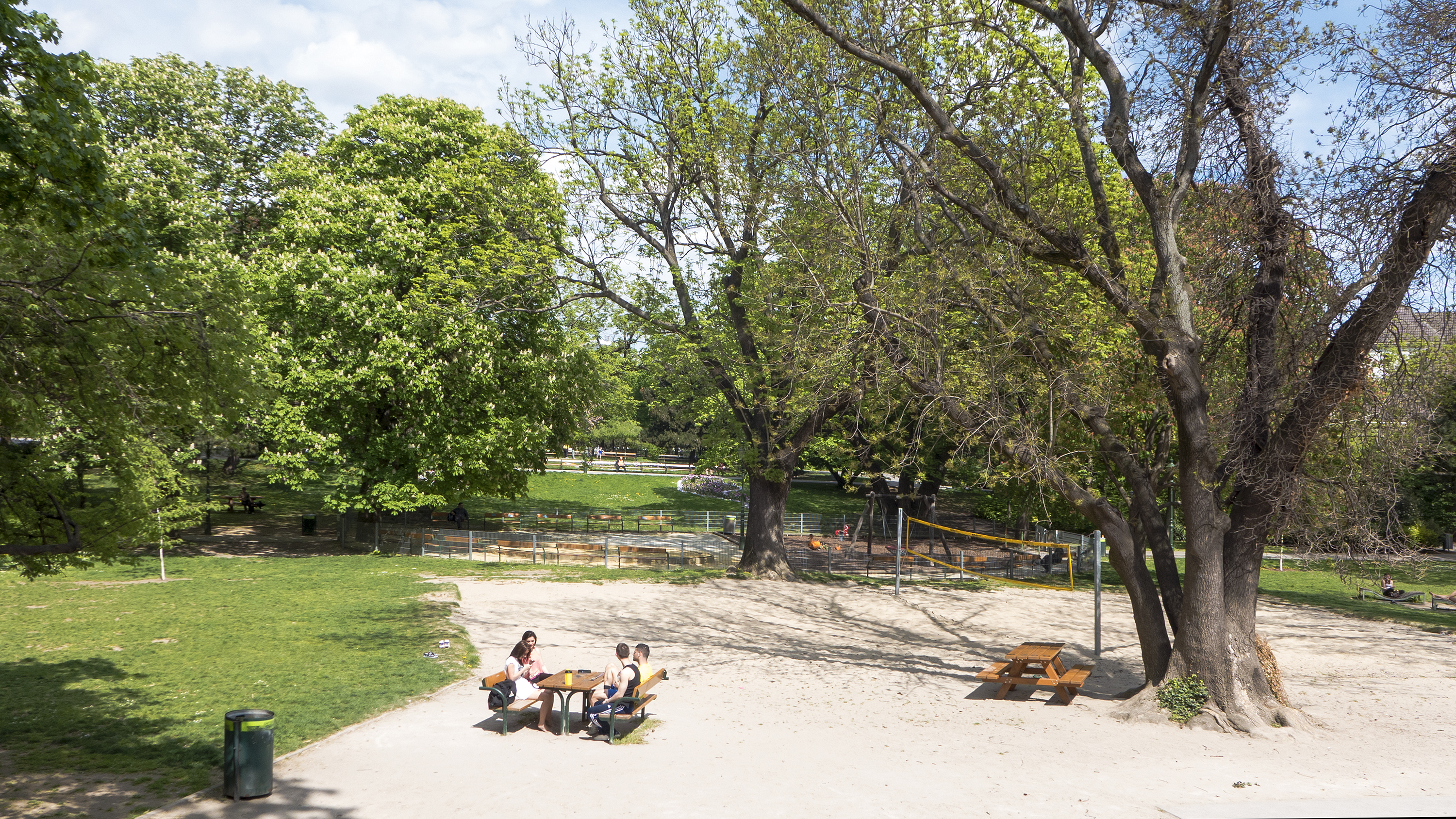
Im Park

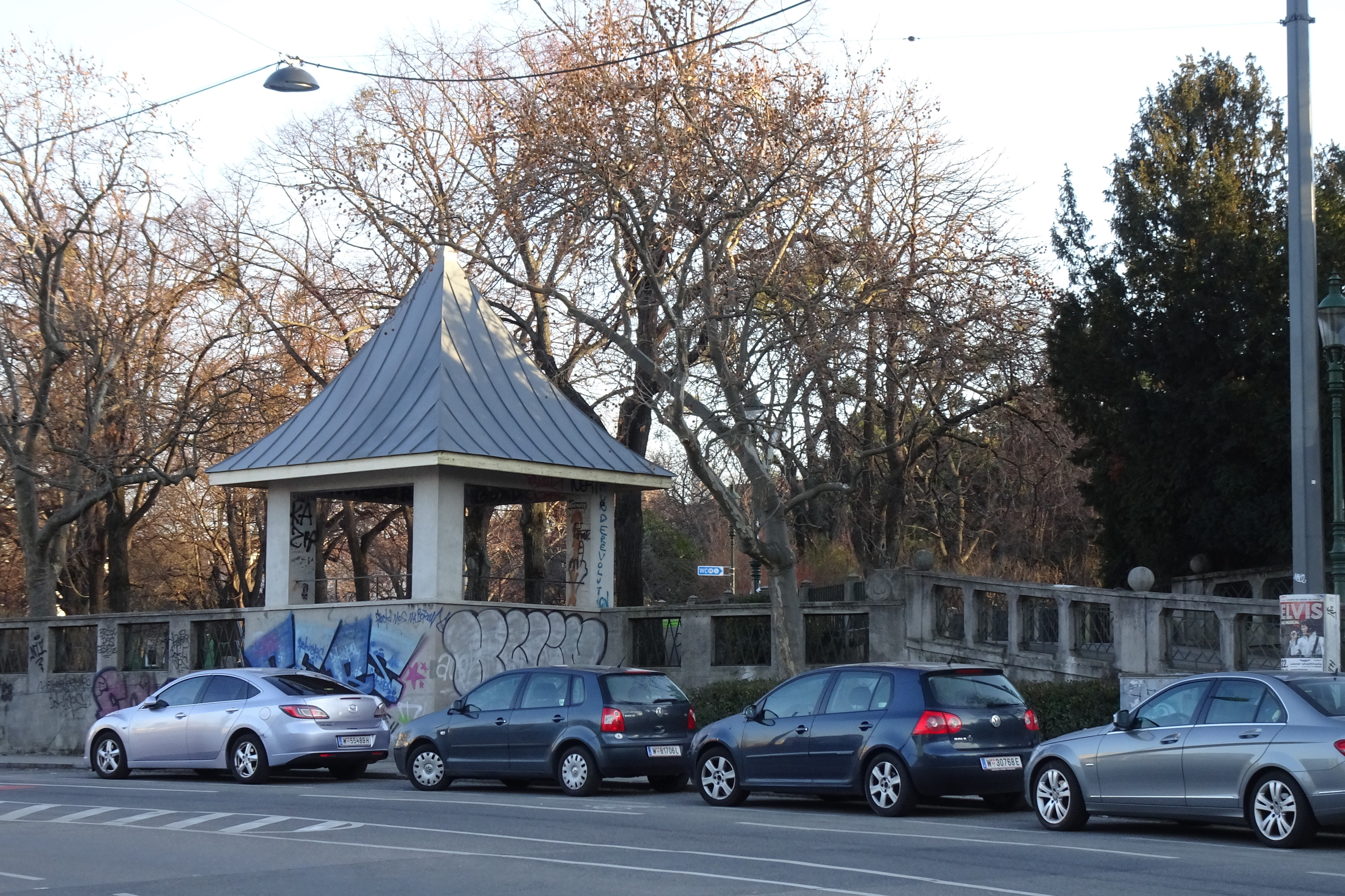
Der Pavillon an der Landgutgasse

Der Waldmüllerpark ist eine Parkanlage im 10. Wiener Gemeindebezirk Favoriten und wurde 1922 an Stelle des katholischen Matzleinsdorfer Friedhofs angelegt.

## Lage
Der Waldmüllerpark hat eine Fläche von rund 40.000 m² und liegt südlich der Landgutgasse und nördlich der Dampfgasse. Die Hauptverkehrswege Südbahn, Gürtel und Gudrunstraße befinden sich in unmittelbarer Umgebung.

## Geschichte

### Nikolsdorfer Friedhof
Dieser Friedhof war derjenige der Vorstadt Nikolsdorf, alter Name Niclßdorff, die 1850 dem Bezirk Wieden und 1862 dem neu gegründeten Margareten einverleibt worden war. Außerdem nahm er die Toten von Matzleinsdorf und Umgebung auf und diente der Entlastung des Stephansfreythofs.
Im Jahre 1657 erhielt die Gemeinde Nikolsdorf vom Kloster Sankt Laurenz zwei Viertel Joch (etwas über 1400 m²) öedt geweste Weingartten in Bernhardsthall negst Mätzelsdorf (Matzleinsdorf) zu Nutz und Gwähr. Auf einem Teil des Grundstückes errichteten die Nikolsdorfer ihren gotts ackher sambt Cappelle und umgaben den neuen Friedhof mit einer Mauer. Das ungefähr 20 × 30 m große Areal hatte einen Aufgang von der heutigen Landgutgasse. 1675 wurde die Friedhofskirche Maria Hilf im Schöff errichtet, die die bisher bestehende Kapelle ersetzte. Bei der Pestepidemie von 1679 wurden hunderte Opfer hier begraben. Während der Türkenbelagerung 1683 gab es schwere Zerstörungen, anschließend wurde die Kirche als Wallfahrtsziel wieder aufgebaut. Durch den 1704 errichteten Linienwall (der ungefähr dem heutigen Gürtel entspricht) wurde der Friedhof von Nikolsdorf abgeschnitten und konnte nur mehr mit einem Umweg über eines der Linientore erreicht werden. Die Matzleinsdorfer legten deshalb 1722 einen eigenen kleinen Friedhof innerhalb des Linienwalles an und erbauten 1725 die Florianikirche. 1763 wurde auf dem Gelände des Nikolsdorfer Friedhofs eine Einsiedelei angelegt, die mit einem Eremiten besetzt war und bis 1782 – Auflösung der Einsiedlerbruderschaft durch Kaiser Joseph II. – bestand. Der Eremit Matthias Käuffler, Frater Hilarion genannt, durfte zwar in seinem Häuschen bleiben, wurde allerdings zum Kirchendiener „degradiert“. Er wurde bald darauf Opfer eines Gewaltverbrechens, sein Mörder auf dem Rabenstein in der Rossau hingerichtet.
Bei der Auflassung der Friedhöfe innerhalb des Linienwalles ab 1. Jänner 1784 aufgrund der von Kaiser Joseph II. verfügten „Josephinischen Reformen“ war (schon im Jahre 1783) geplant, den Nikolsdorfer Friedhof zu einem allgemeinen Freythof vor der Matzleinsdorfer Linie für ganz Wien auszubauen und auf das Vierfache zu vergrößern. Dieser Plan wurde allerdings wieder fallen gelassen. Der Nikolsdorfer Friedhof wurde aber neu konzipiert, vergrößert, um einem Türkischen Bestattungsbereich erweitert und neuer Matzleinsdorfer Freythof außer der Linie umbenannt.

### Matzleinsdorfer Friedhof

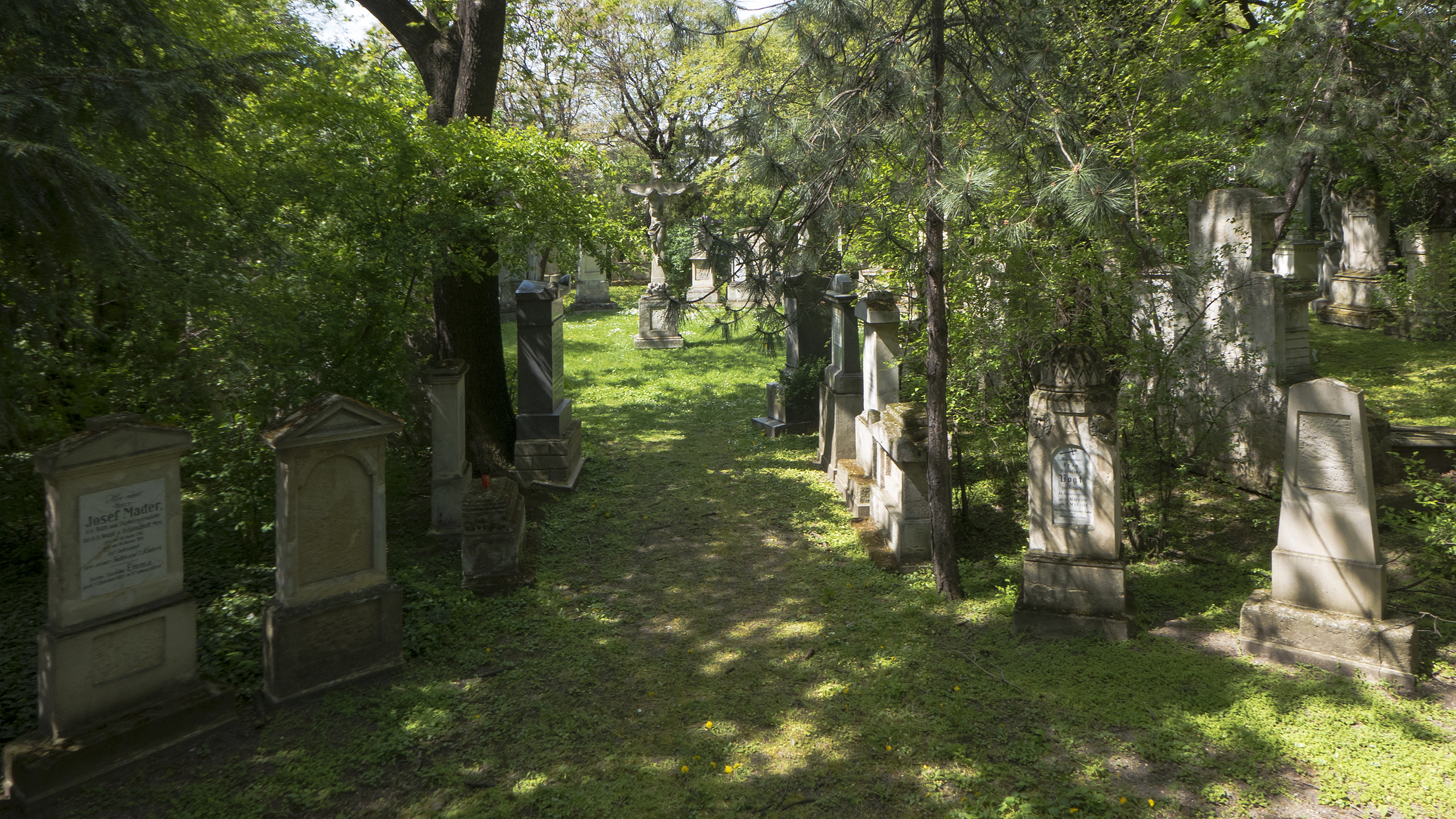
Gräberhain, Blick zum Rondeau mit altem Friedhofskreuz

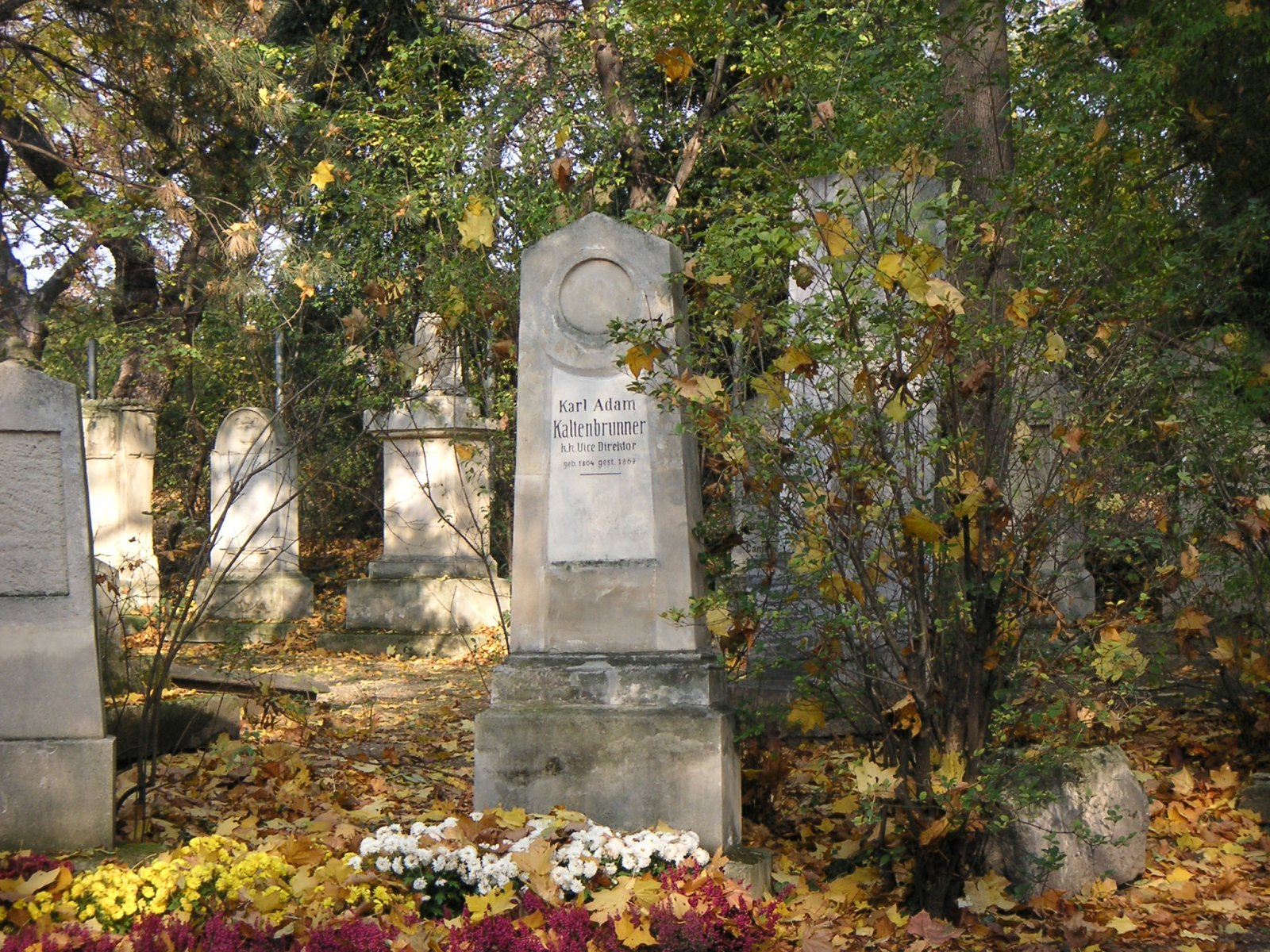
Grabstein von Carl Adam Kaltenbrunner

Wegen dieser aus hygienischen Gründen erfolgten Auflassung aller Friedhöfe innerhalb des Linienwalls wurden als Ersatz die fünf so genannten „communalen Friedhöfe“ errichtet, dies waren der Sankt Marxer, Währinger, Schmelzer, Hundsthurmer und der Matzleinsdorfer Friedhof. Mit rund 40.000 m² war der im September 1784 eröffnete Matzleinsdorfer Friedhof der zweitkleinste davon. Er war wie sein Vorgänger mit einer Mauer umgeben, die alte Einsiedelei wurde als Totengräberhaus verwendet (1974 endgültig abgerissen). Die Friedhofskirche wurde geschlossen und sollte abgerissen werden; sie ist jedoch auf Stadtplänen noch bis ins erste Jahrzehnt des 19. Jahrhunderts eingezeichnet. 1829 fand eine nochmalige Erweiterung nach Osten statt, auf die man bisher wegen der dortigen Quell- und Brunnengebiete verzichtet hatte.
Die Eröffnung des Wiener Zentralfriedhofs im Jahr 1874 war gleichzeitig das Ende der „communalen Friedhöfe“, so wurde auch der Matzleinsdorfer Friedhof stillgelegt. Im Jahr 1879 wurde der Friedhof endgültig für Begräbnisse gesperrt und unter Bürgermeister Jakob Reumann ab 1922 in einen Park umgewandelt.
1874 trat Margareten seinen außerhalb des Gürtels gelegenen Teil, auf dem sich auch der Friedhof befand, an den neu gegründeten 10. Bezirk Favoriten ab.

### Waldmüllerpark
Am 23. Oktober 1923 wurde der Waldmüllerpark – benannt nach dem prominentesten der hier Begrabenen –  von Bürgermeister Jakob Reumann eröffnet.
Als Erinnerung an den ehemaligen Friedhof sind ein Teil der Friedhofsmauer, eine Steinlaube und eine Steinpergola beim Haupteingang erhalten. Die neugotische Gevay-Familiengruft („Gevay-Kapelle“), das Prunkstück des Friedhofes mit einer Gesamthöhe von knapp 23 m, wurde wegen einer geplanten neuen Straßenführung – die dann doch nicht zustande kam – im Jahre 1923 abgerissen. Auch der alte Baumbestand blieb bestehen. Damals entstand als Ausflugslokal auch eine Milchtrinkhalle, die nach der Kriegszerstörung entfernt wurde. Aus dem Gelände der Friedhofsgärtnerei wurde ein Kindertagesheim der Stadt Wien. Der Waldmüllerpark beinhaltet auch eine 4.800 m² große Hundezone, die am Standort der ehemaligen Gewey-Gruft eingerichtet worden war.

### Der Gräberhain
100 sehenswerte Grabmäler des aufgelassenen Friedhofs von historisch-künstlerischem Wert wurden zu einem Gräberhain zusammengestellt, der noch heute existiert, allerdings nur auf Anfrage besichtigt werden kann. Dazu wurden die sterblichen Überreste exhumiert und unter den Grabsteinen erneut begraben.
Hier befinden sich unter anderem die Grabstätten von Johann Paul Kaltenbaeck, Ludwig Ferdinand Schnorr von Carolsfeld, Franz Carl Weidmann, Joseph Christian von Zedlitz, Joseph Daniel Böhm, Josef Koberwein, Franz von Pillersdorf, Heinrich Eduard Josef von Lannoy, Josef Wilhelm Witteczek, Karl Ehmann, Josef Staudigl, Jacob Deutschmann, Johann Michael Vogl, Franz Xaver Gewey (siehe oben den Hinweis auf die Familiengruft), Johann Nepomuk Ender, Franz Xaver Hackher zu Hart, Nikolaus Joseph von Jacquin und sein Sohn Joseph Franz von Jacquin (die beiden Grabsteine wurden 1977 in den Botanischen Garten versetzt), Karl Ruß, Martin von Molitor, Albert Lortzings Mutter Charlotte, Leopold Anton Gölis, Beethovens Bruder Nikolaus Johann van Beethoven, Carl Adam Kaltenbrunner, Georg Altmütter, Joseph Sonnleithner, und Ferdinand Georg Waldmüller, nach dem der Park benannt wurde. Unter einer Stele mit einer Schlange, die eine Rose im Maul hält, liegen 14 Zöglinge des Theresianums, die an Typhus verstorben waren.
Andere prominente Verstorbene wurden in Ehrengräber auf dem Wiener Zentralfriedhof überführt, beispielsweise Antonio Salieri, Christoph Willibald Gluck und Jakob Alt, während Wilhelm von Tegetthoff auf den St.-Leonhard-Friedhof in Graz überführt wurde. Der kroatische Schriftsteller, österreichische General Petar Preradović, der hier ursprünglich begraben war, wurde im Zuge der Auflösung auf den 1876 errichteten Mirogoj-Friedhof in Zagreb umgebettet.